# 梵净报春
梵净报春（学名：Primula fangingensis），英文名 Fanjing primrose,为报春花科报春花属下的一个植物种。